# 荒川爆笑團 (電視劇)
荒川爆笑團（日语：荒川アンダー ザ ブリッジ）是按同名漫畫改編，並由每日放送於2011年夏季製作並播放的電視劇集。此劇在2011年7月26日起，逢星期二24:30－24:58（日本標準時間）於TBS電視台播出；在2011年7月30日起，逢星期六24:55－25:25（日本標準時間）於每日放送播出。
此外，本作亦預定於2012年2月4日製作電影版上映。

## 故事概要
故事主人翁市之宮行是企業社長的兒子，時刻準備著繼承那間世界頂尖的家族企業。從年幼的時候開始，父親就告訴他「不欠人，不求人」的道理，生活時時遵守家訓。
可是，在一次意外溺水，行被住在橋下荒川釣魚的小珊救回性命，就此欠下救命之恩。為了報恩，小珊要求行跟她談戀愛，永遠在一起。行礙於家訓惟有答應，自己也開始在橋下生活。不過，荒川這地方遠比市之宮行想像更為怪異，大部分居民正是被社會認定為帶著瘋狂幻想的「電波族」……

## 人物[2]
利克（演員：林遣都）
有恩必報，大財閥市之宮集團的名門子弟。
小珊（演員：桐谷美玲）
自稱「金星人」的神秘美少女。
村長（演員：小栗旬）
怎樣看都是穿了膠製服裝，自稱河童的河川村長。
星星（演員：山田孝之）
自稱曾得到最高銷量的音樂家。
修女（演員：城田優）
原為僱傭兵，現穿修道服的男人。
瑪利亞（演員：片瀨那奈）
與修女培養獨特感覺，超虐待狂的牧場少女。
P子（演員：安倍夏美）
過份冒失，傾慕村長的田園少女。
史黛拉（演員：德永繪里）
超級喜歡修女的廣島美少女。
鐵人兄弟（鐵雄演員：末岡拓人、鐵郎演員：益子雷翔）
戴著鐵面具的兄弟。
小白（演員：手塚通）
一邊畫白線，一邊在線上移動的銀好父親。
比利（演員：平沼紀久）
黑道出身的鸚鵡男。
賈桂琳（演員：有坂來瞳）
比利的女王蜂戀人。
末代武士（演員：駿河太郎）
鍾情龍馬古裝的髮型師。
市之宮積（演員：上川隆也）
啟發小招的父親，市之宮集團現任領導。
高屋敷（演員：高嶋政宏）
重要的原創角色。
高井（演員：淺野和之）
島崎（演員：井上和香）

## 拍攝場景
- 日本茨城縣常總市：鬼怒川河床[3]
- 日本栃木縣栃木市：本城橋[4]

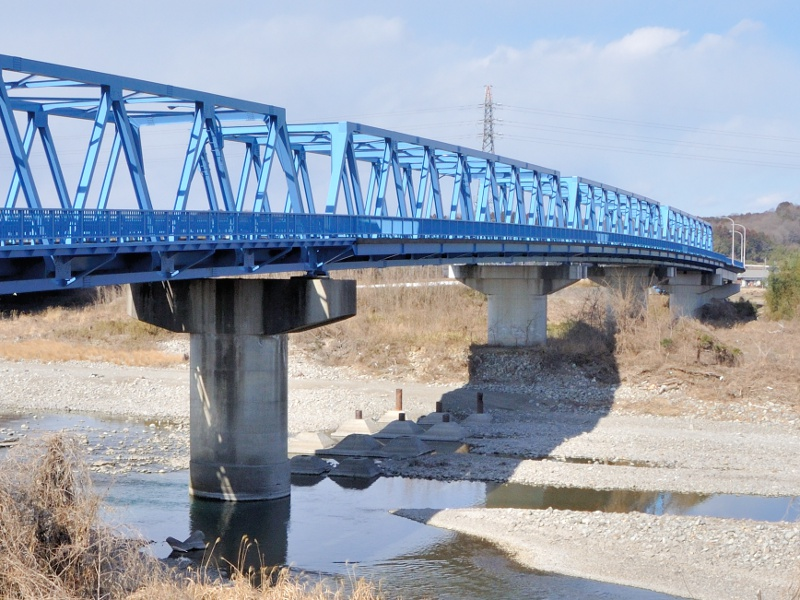
本城橋（栃木縣栃木市）
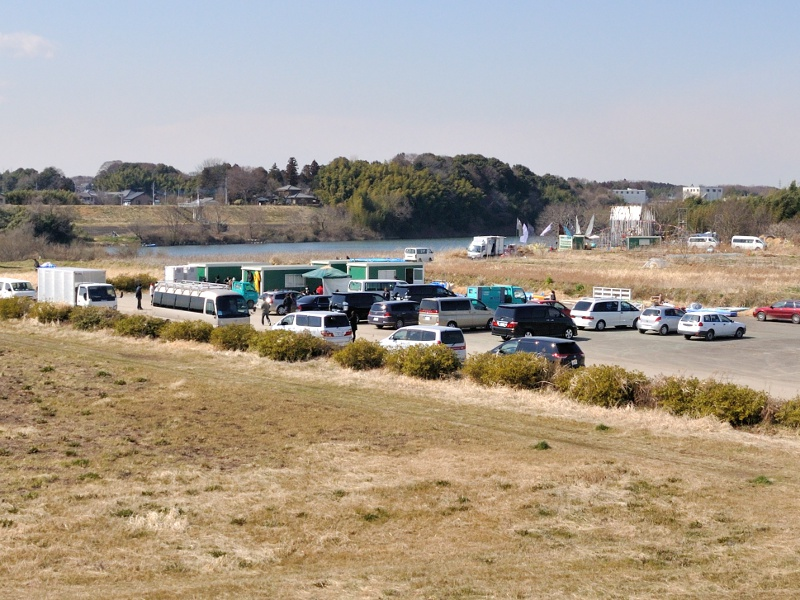
荒川爆笑團拍攝場景（茨城縣常總市）
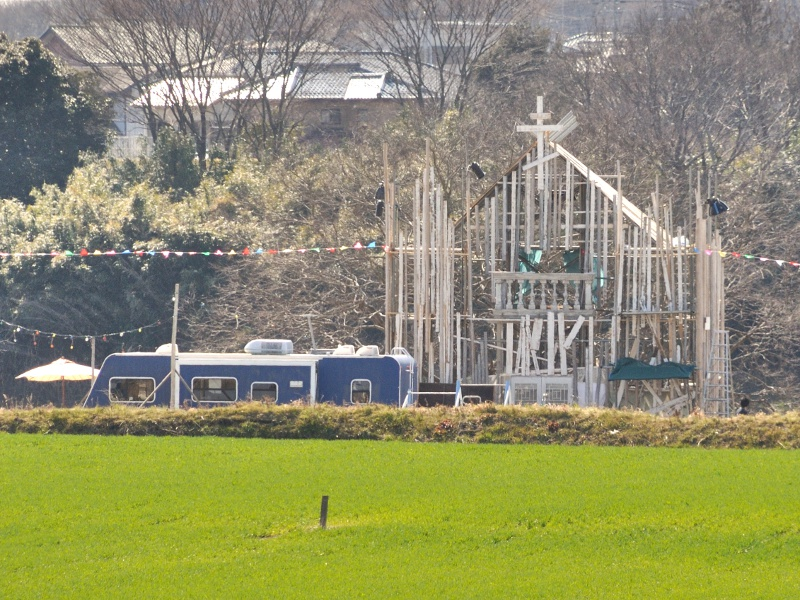
教會和星星的拖挂房车（茨城縣常總市）
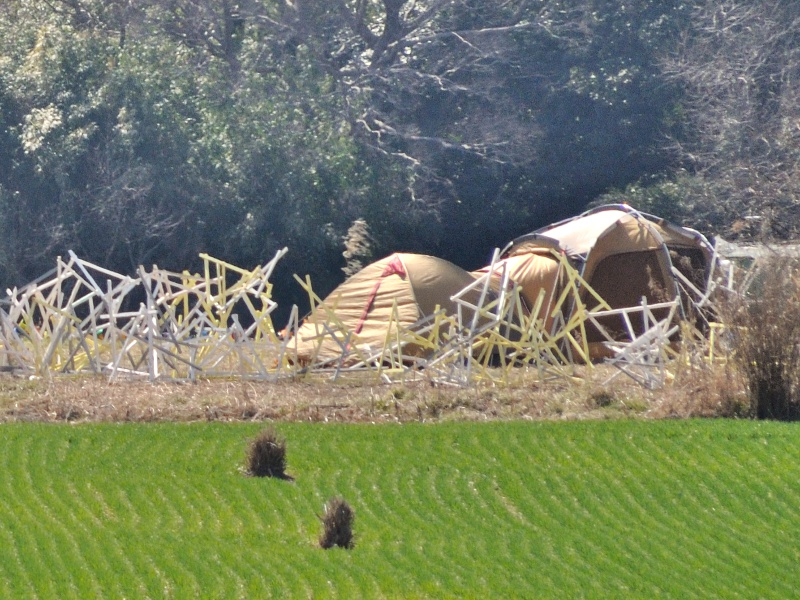
小招的帳篷（茨城縣常總市）

## 製作人員[2]
- 原作：中村光
- 企劃：田口浩司、大月俊倫、村松俊亮
- 導演、劇本：飯塚健、原桂之介
- 攝影：相馬大輔
- 照明：佐藤浩太
- 錄音：田中博信
- 美術監督：相馬直樹
- 特殊造形：百武朋
- 音樂：海田庄吾
- 製作：AUTB Partners（King Records、Sony Music Entertainment、博報堂DYMedia Partners、SQUARE ENIX、日活、Smok）、MBS

## 主題曲[5]
- 〈告別界限〉
主唱：Galileo Galilei

## 播放電視台
| 放送地域      | 放送局         | 放送系列                      | 放送期間        | 放送日時                   |
| ------------- | -------------- | ----------------------------- | --------------- | -------------------------- |
| 關東廣域圏    | TBS電視 (TBS)  | TBS系列                       | 2011年7月26日 - | 星期二 24時55分 - 25時25分 |
| 近畿廣域圏    | MBS            | TBS系列                       | 2011年7月30日 - | 星期六 24時30分 - 24時58分 |
| 新潟縣        | 新潟放送       | TBS系列                       | 2011年7月31日 - | 星期日 24時50分 - 25時20分 |
| 青森縣        | 青森電視台     | TBS系列                       | 2011年8月1日 -  | 星期一 24時25分 - 24時55分 |
| 石川縣        | 北陸放送       | TBS系列                       | 2011年8月1日 -  | 星期一 24時55分 - 25時25分 |
| 熊本縣        | 熊本放送       | TBS系列                       | 2011年8月3日 -  | 星期三 24時25分 - 24時55分 |
| 岡山縣 香川縣 | 山陽放送       | TBS系列                       | 2011年8月4日 -  | 星期四 24時55分 - 25時25分 |
| 山口縣        | 山口電視台     | TBS系列                       | 2011年8月4日 -  | 星期四 25時20分 - 25時50分 |
| 靜岡縣        | 靜岡放送       | TBS系列                       | 2011年8月4日 -  | 星期四 25時35分 - 26時05分 |
| 秋田縣        | 秋田放送       | 日本電視台系列                | 2011年8月6日 -  | 星期六 25時45分 - 26時15分 |
| 愛媛縣        | 愛電視台 (ITV) | TBS系列                       | 2011年8月12日 - | 星期五 25時20分 - 25時50分 |
| 北海道        | 北海道放送     | TBS系列                       | 2011年8月14日 - | 星期日 24時56分 - 25時28分 |
| 福岡縣        | RKB每日放送    | TBS系列                       | 2011年8月16日 - | 星期二 24時55分 - 25時25分 |
| 岩手縣        | IBC岩手放送    | TBS系列                       | 2011年8月       |                            |
| 富山縣        | 鬱金香電視台   | TBS系列                       | 2011年8月       |                            |
| 福井縣        | 福井放送       | 日本電視台系列 朝日電視台系列 | 2011年8月       |                            |
| 長崎縣        | 長崎放送       | TBS系列                       | 2011年8月       |                            |
| 宮崎縣        | 宮崎放送       | TBS系列                       | 2011年8月       |                            |
| 廣島縣        | 中国放送       | TBS系列                       | 2011年9月       |                            |
| 高知縣        | 高知電視台     | TBS系列                       | 2011年9月       |                            |
| 宮城縣        | 東北放送       | TBS系列                       | 2011年10月      |                            |
| 山梨縣        | 山梨電視台     | TBS系列                       | 2011年9月19日   |                            |
| 福島縣        | 福島電視台     | TBS系列                       | 2011年8月22日   |                            |
| 大分縣        | 大分放送       | TBS系列                       | 2011年9月30日   |                            |
| 鹿兒島縣      | 南日本放送     | TBS系列                       | 2011年9月27日   |                            |

| 每日放送 星期六 深夜劇集時段 | 每日放送 星期六 深夜劇集時段 | 每日放送 星期六 深夜劇集時段 |
| ---------------------------- | ---------------------------- | ---------------------------- |
|                              | 荒川爆笑團                   |                              |
|                              | S☆1                          |                              |
| TBS 星期二 深夜24:55 - 25:25 |                              |                              |
|                              | 荒川爆笑團                   | 深夜食堂2                    |

## 外部連結
- 電視劇及電影官方網站
- MBS電視劇網站 （页面存档备份，存于）